# Театральна площа (Луганськ)

З 1980-х років Театральна площа – місце встановлення головної ялинки міста

Назва площі походить від обласного театру російської драми, будівництво якого було завершено у 1970 році.
У 1970-ті – 1980-ті роки на День Перемоги вулицею проходили колони ветеранів.
З середини 1980-х років на вулиці Коцюбинського і Театральній площі влаштовуються святкові гуляння, салюти, концерти та інші масові заходи. Сходи драматичного театру напередодні виборів перетворюються на трибуну для виступів кандидатів та їх прихильників, у тому числі співаків на їх підтримку.
Традиційне місце встановлення центральної новорічної ялинки.
З 2008 року на День Перемоги на площі проходить парад і виставка радянських ретро-автомобілів. До заходів допускаються «Запорожці», «Москвичі», «Чайки», «Волги» і військова техніка.
15 вересня 2011 року на площі відправив літургію патріарх Московський Кирило, який відвідав Луганськ з візитом. У службі взяло участь близько 10 тис. вірян з усіх благочинь Луганської і Сєвєродонецької єпархій.
У теперішній час біля будівлі УВС, а також на Театральній площі проходять паради курсантів Луганського державного університету внутрішніх справ з нагоди випуску і прийняття присяги. Подібні заходи відвідував президент України Леонід Кучма.
Біля пам'ятника Леніну збираються іноді комуністи і постійно скейтбордисти і райдери.